# Leichtathletik-Länderkampf der Frauen 1961 BR Deutschland – USA
| 4. Leichtathletik-Länderkampf mit bundesdeutscher Beteiligung 1961 | 4. Leichtathletik-Länderkampf mit bundesdeutscher Beteiligung 1961 |               |
| ------------------------------------------------------------------ | ------------------------------------------------------------------ | ------------- |
|                                                                    |                                                                    |               |
| Ländervergleich der Frauen: BR Deutschland – USA                   |                                                                    |               |
| Austragungsort                                                     | Karlsruhe                                                          |               |
| Wettbewerbe                                                        | 10                                                                 |               |
| Datum                                                              | 17. Juli 1961                                                      |               |
| 1. FRG 2. USA                                                      | 66 Punkte 38 Punkte                                                |               |
| Chronik                                                            |                                                                    |               |
| ← NLD-FRG (F)                                                      | FRG-USA (M) →                                                      | FRG-USA (M) → |

Den vierten Vergleich des Länderkampfjahres 1961 trugen die bundesdeutschen Frauen aus. In der baden-württembergischen Stadt Karlsruhe trafen sie am 17. Juli zum ersten Mal auf die Leichtathletinnen aus den Vereinigten Staaten.

## Wettbewerbe und Modus
Auf dem Programm standen zehn Wettbewerbe, einer weniger als in den Frauenländerkämpfen dieser Zeit üblich. Ausgetragen wurden die damaligen zehn olympischen Frauenwettbewerbe. Es fehlte der in der Regel zusätzlich durchgeführte 400-Meter-Lauf, eine Disziplin, die 1964 auch bei den Frauen olympisch wurde. Die Wertung erfolgte in allen Disziplinen nach dem Standardsystem.

## Ergebnis
Überraschend konnten sich die bundesdeutschen Frauen durchsetzen. Sie entschieden drei Läufe für sich, zwei davon mit Doppelerfolgen. Die US-Sportlerinnen verbuchten hier einen Sieg, den mit Doppelerfolg. Auch die Sprintstaffel ging an die bundesdeutschen Leichtathletinnen. Am engsten ging es im Bereich der Sprünge zu. Jedes Team kam hier zu jeweils einem Disziplingewinn, die Bundesrepublik Deutschland mit einem Doppelerfolg, die USA ohne Doppelerfolg. Die Bundesrepublik sicherte sich außerdem alle drei Wettbewerbe im Bereich Wurf/Stoß, zwei davon als Doppelerfolg. Mit 66 zu 38 Punkten entschied die Bundesrepublik Deutschland am Ende die Begegnung klar für sich.

## Legende
Kurze Übersicht zur Bedeutung der Symbolik – so üblicherweise auch in sonstigen Veröffentlichungen verwendet:
| DNF   | nicht im Ziel (did not finish) |
| k. A. | keine Angabe                   |

## Resultate

### 100 m
| Platz | Athletin         | Land | Zeit (s) |
| ----- | ---------------- | ---- | -------- |
| 1     | Wilma Rudolph    | USA  | 11,5     |
| 2     | Willye White     | USA  | 11,7     |
| 3     | Renate Bronnsack | FRG  | 11,9     |
| 4     | Martha Langbein  | FRG  | 12,2     |

### 200 m
| Platz | Athletin          | Land | Zeit (s) |
| ----- | ----------------- | ---- | -------- |
| 1     | Jutta Heine       | FRG  | 24,3     |
| 2     | Ernestine Pollard | USA  | 24,3     |
| 3     | Willye White      | USA  | 24,5     |
| 4     | Maren Collin      | FRG  | 25,3     |

### 800 m
| Platz | Athletin         | Land | Zeit (min) |
| ----- | ---------------- | ---- | ---------- |
| 1     | Antje Gleichfeld | FRG  | 2:11,1     |
| 2     | Edith Schiller   | FRG  | 2:13,1     |
| 3     | Patricia Daniels | USA  | 2:13,1     |
| 4     | Petersen         | USA  | 2:21,6     |

### 80 m Hürden
| Platz | Athletin        | Land | Zeit (s) |
| ----- | --------------- | ---- | -------- |
| 1     | Ingrid Schlundt | FRG  | 10,9     |
| 2     | Erika Fisch     | FRG  | 11,1     |
| 3     | Cherrie Parish  | USA  | 11,4     |
| 4     | Jo Ann Terry    | USA  | 11,5     |

### 4 × 100 m Staffel
| Platz | Besetzung      | Land                                                      | Zeit (s)                      |
| ----- | -------------- | --------------------------------------------------------- | ----------------------------- |
| 1     | BR Deutschland | Renate Bronnsack Martha Langbein Maren Collin Jutta Heine | 45,8                          |
| DNF   | USA            | Willye White Ernestine Pollard O’Neal Wilma Rudolph       | Wechselmarken- überschreitung |

### Hochsprung
| Platz | Athletin      | Land | Höhe (m) |
| ----- | ------------- | ---- | -------- |
| 1     | Ingrid Becker | FRG  | 1,65     |
| 2     | Rita Kortum   | FRG  | 1,65     |
| 3     | Jo Ann Terry  | USA  | 1,55     |
| 4     | Barbara Brown | USA  | 1,55     |

### Weitsprung
| Platz | Athletin       | Land | Weite (m) |
| ----- | -------------- | ---- | --------- |
| 1     | Willye White   | USA  | 6,41      |
| 2     | Helga Hoffmann | FRG  | 6,08      |
| 3     | Renate Junker  | FRG  | 5,81      |
| 4     | Edith McGuire  | USA  | 5,51      |

### Kugelstoßen
| Platz | Athletin        | Land | Weite (m) |
| ----- | --------------- | ---- | --------- |
| 1     | Sigrun Grabert  | FRG  | 15,11     |
| 2     | Marlene Klein   | FRG  | 14,50     |
| 3     | Sharon Shephard | USA  | 13,70     |
| 4     | Cynthia Wyatt   | USA  | 13,07     |

### Diskuswurf
| Platz | Athletin           | Land | Weite (m) |
| ----- | ------------------ | ---- | --------- |
| 1     | Kriemhild Hausmann | FRG  | 50,64     |
| 2     | Sharon Shephard    | USA  | 45,67     |
| 3     | Liselotte Sturm    | FRG  | 44,67     |
| 4     | Edith McGuire      | USA  | k. A.     |

### Speerwurf
| Platz | Athletin             | Land | Weite (m) |
| ----- | -------------------- | ---- | --------- |
| 1     | Anneliese Gerhards   | FRG  | 52,77     |
| 2     | Erika Strößenreuther | FRG  | 52,03     |
| 3     | Fran Davenport       | USA  | 46,07     |
| 4     | Karen Mendyka        | USA  | 43,88     |